# Pseudotocepheus monteithi
Pseudotocepheus monteithi är en kvalsterart som beskrevs av J. och P. Balogh 1983. Pseudotocepheus monteithi ingår i släktet Pseudotocepheus och familjen Tetracondylidae. Inga underarter finns listade i Catalogue of Life.